# Ребасте (Елва)
Ре́басте (ест. Rebaste küla) — село в Естонії, у волості Елва повіту Тартумаа.

## Населення
Чисельність населення на 31 грудня 2011 року становила 62 особи.

## Історія
До 24 жовтня 2017 року село входило до складу волості Пука повіту Валґамаа.